# Serra de Palou
La Serra de Palou és una serra situada al municipi de la Baronia de Rialb a la comarca de la Noguera, amb una elevació màxima de 742 metres.